# Patrocínio do Muriaé
Patrocínio do Muriaé é um município brasileiro do estado de Minas Gerais localizado na região da Zona da Mata. Sua população recenseada em 2022 era de 5 576 habitantes.

## Topônimo
O nome do município é uma referência a Nossa Senhora do Patrocínio e ao Rio Muriaé.

## História
Até o século XIX, a região era habitada pelos índios puris. O povoamento de origem europeia do município teve origem com a chegada, em 1817, do francês Guido Tomás Marlière, que desbravou o território e fundou um pouso na foz do ribeirão conhecido atualmente como Cachoeira Alegre.
Por volta de 1820, algumas famílias se estabelecem cerca de meia légua além do pouso fundado por Guido Tomás Marlière, dando origem à Fazenda da Provenção, cujo proprietário era Constantino José Pinto.
Em 1830, a família de Antônio Rodrigues dos Santos adquiriu a fazenda de Constantino Pinto e doou um terreno para a construção de uma capela em homenagem a Nossa Senhora do Patrocínio.
No dia 8 de junho de 1858, Nossa Senhora do Patrocínio do Muriaé é elevado a categoria de Distrito por Lei Provincial e em 1859 tem seu nome reduzido para Patrocínio do Muriaé.
Mais tarde, em 1885, com a inauguração da estação ferroviária, várias famílias fixaram moradia às margens do rio Muriaé e em 12
de Dezembro de 1953, pela lei nº 1039, emancipa-se, elevando-se à categoria de município.
Com um autêntico cenário emoldurado pelo rio Muriaé e circundada por elevações, a cidade oferece inúmeros atrativos naturais, como a Cachoeira do Gato, sendo um dos municípios que integram o Circuito do Parque Estadual Serra do Brigadeiro, que fica no conjunto da Serra da Mantiqueira.
Além desse Circuito, Patrocínio do Muriaé integra também o Circuito da Moda. Na região, são cerca de 550 empresas formais do ramo de confecções que vêm investindo em equipamentos modernos, pesquisa e design de produtos.[carece de fontes?]
Nos últimos anos, o município vem se destacando também na criação de peixes ornamentais, notadamente da espécie Beta (Betta splendens).

## Transportes
O município encontra-se servido pelas rodovias BR-356 e LMG-615.
No passado, Patrocínio do Muriaé possuía um entroncamento entre três importantes ferrovias: a Linha do Manhuaçu, o Ramal de Muriaé e o Ramal do Poço Fundo da Estrada de Ferro Leopoldina. As três linhas férreas eram responsáveis pelo escoamento agropecuário da região e pelo transporte de passageiros e por muitos anos, contribuíram com o desenvolvimento econômico e turístico local. 
Devido a política de implementação de rodovias nos anos 1960 e 1970, ambos os ramais acabaram desativados e posteriormente suprimidos. No entanto, a Linha do Manhuaçu manteve suas operações regulares até o ano de 1977, quando circularam os últimos trens de passageiros com destino à Recreio e a Carangola, assim como os últimos trens de cargas. Em 22 de janeiro de 1979, o trecho da linha que atravessava a cidade foi erradicado, restando apenas a antiga estação ferroviária (restaurada em 2017) e a antiga ponte de ferro como resquícios e atuais pontos turísticos. 

## Patrocinenses ilustres
- Moacyr Fenelon